# مینو ابریشمی
مینو ابریشمی (زاده ۱۳۲۵، اراک)، بازیگر سینما و تلویزیون ایران است.
او که در ابتدا ستارهٔ فیلم‌های تبلیغاتی بود، در سال ۱۳۵۲ وارد سینما و سپس تلویزیون شد. بازی در مجموعه‌های تلویزیونی «دایی‌جان ناپلئون» (ناصر تقوایی) در نقش طاهره (زن شیرعلی قصاب) و «هزاردستان» (علی حاتمی) در نقش جیران (همسر ابوالفتح) از شاخص‌ترین آثار وی هستند‌‌.
همسر او ناصر ابریشمی بزرگترین حامی وی برای ورود به عرصهٔ سینما بود. این زوج هنری در یک مجموعه تلویزیونی به نام «قطار» به کارگردانی فتحعلی اویسی شرکت کردند که هیچ‌وقت نمایش داده نشد. فرزندان این دو نیز در کنارشان نقش‌آفرینی می‌کردند. فرزند نخست آنها افشین ابریشمی در سریال «غریبه» ظاهر شد و دخترشان معصومه ابریشمی نیز در فیلم «میلاد» در کنار مادر حضور داشت. برادر همسر او، خسرو ابریشمی نیز در سریال «کیمیاگر» و «غریبه» در کنار مینو ابریشمی بازی کرد.
او پس از انقلاب مدتی در تئاتر‌های لاله‌زار و سپس در چند مجموعهٔ تلویزیونی و فیلم سینمایی شرکت کرد. ولی بالاخره از ایران کوچ کرد و به ایالات متحده آمریکا رفت. آخرین فعالیت هنری او بازی در تئاتر «سوراخ» نوشته حمید نادری‌نژاد و به کارگردانی پرویز کاردان در لوس‌آنجلس در سال ۱۹۸۸ بود.

## فیلم‌شناسی

### سینمایی
- ۱۳۵۲ پریزاد (سیامک یاسمی) در نقش نسرین
- ۱۳۵۶ سوته دلان (علی حاتمی) در نقش بلیت فروش سینما
- ۱۳۵۶ ماهی‌ها در خاک می‌میرند (محمد دلجو)
- ۱۳۵۷ زیبا (فیلم تلویزیونی بر اساس رمان محمد حجازی) - نمایش داده نشد [۲]
- ۱۳۵۷ سایه‌های بلند باد (بهمن فرمان آرا)
- ۱۳۵۹ طلوع انفجار (پرویز نوری)
- ۱۳۶۳ میلاد (ابوالفضل جلیلی)
- ۱۳۷۷ کمیته مجازات (علی حاتمی) خلاصهٔ سریال هزاردستان

### تلویزیونی
- ۱۳۵۲ کیمیاگر (علی‌اصغر سنجری)
- ۱۳۵۳ تلخ و شیرین (منصور پورمند)
- ۱۳۵۴ قطار (فتحعلی اویسی)
- ۱۳۵۴ غریبه (محمدعلی زرندی فر)
- ۱۳۵۵ مرد اول (پرویز کاردان)
- ۱۳۵۵ دایی‌جان ناپلئون (ناصر تقوایی) در نقش طاهره
- ۱۳۵۶ طلاق (مسعود اسداللهی)  در قسمت بن‌بست
- ۱۳۵۶ غارتگران (محمد متوسلانی)
- ۱۳۵۸-۱۳۶۶ هزاردستان (علی حاتمی) در نقش جیران
- ۱۳۶۳ سربداران (محمدعلی نجفی)